# Cerquilho
Cerquilho is een gemeente in de Braziliaanse deelstaat São Paulo. De gemeente telt 38.199 inwoners (schatting 2009).

## Aangrenzende gemeenten
De gemeente grenst aan Boituva, Cesário Lange, Jumirim, Laranjal Paulista, Tatuí en Tietê.

## Geboren
- Wallace Fernando Pereira (1986), voetballer